# Kunst-Torentje
Kunst-Torentje (Het Torentje van Ten Cate) in Almelo is de kleinste tentoonstellingsruimte van Nederland voor professionele beeldende kunst.
Het was ooit een hoektoren op het voormalige textielcomplex Java. Het personeel van textielfabriek Koninklijke Ten Cate gaf op 5 november 1910 het torentje aan hun baas als cadeau. Na sloop van de textielfabriek rond 1995 bleef het torentje gespaard. Het staat naast de rechtbank Almelo aan de Egbert Gorterstraat 7, op de hoek met Haven Zuidzijde. Bezoekers kunnen het torentje niet betreden, maar wel kunst bezichtigen als ze langslopen op weg naar het station.
In 2021 verschenen replica’s op de Haven Zuidzijde als minuscule expositieruimtes.